# Pečivo (album)
Pečivo je písňové album pro děti, obsahující texty Emanuela Frynty a Pavla Šruta, které zhudebnil a částečně i sám nazpíval Petr Skoumal.
Několik skladeb zaznělo i v inscenaci Kdyby prase mělo křídla, kterou v roce 1996 pro v Divadle v Dlouhé připravili Petr Skoumal, režisér Jan Borna a herec Jan Vondráček. Byla na repertoáru až do roku 2013.

## Seznam skladeb
formát /název, autor textu, (délka)/, autorem hudby ke všem skladbám je Petr Skoumal
1. Dingo, Petr Skoumal, (3:00)
2. Dva mrňaví uličníci, Pavel Šrut / Petr Skoumal, (3:06)
3. Koně, Emanuel Frynta, (1:14)
4. Hejkal, Pavel Šrut, (1:58)
5. Zdvořilost, Emanuel Frynta, (2:16)
6. Had, Emanuel Frynta, (1:18)
7. Píseň o moři, Pavel Šrut, (2:40)
8. Profesor, Emanuel Frynta, (2:36)
9. Bludičky, Pavel Šrut, (1:13)
10. Prase, Emanuel Frynta, (1:32)
11. Nosorožec, Emanuel Frynta, (2:55)
12. Kobyla, Emanuel Frynta, (1:47)
13. Poštovní holub, Emanuel Frynta, (2:02)
14. Jelikož a Tudíž, Emanuel Frynta, (2:40)
15. Liška, Emanuel Frynta, (2:26)
16. Velryby, Emanuel Frynta, (2:21)
17. Kohouti, Emanuel Frynta, (3:02)
18. Vlkodlak, Pavel Šrut, (3:23)
19. Chmúry, Pavel Šrut, (1:38)
20. Ježipíseň, Pavel Šrut / Petr Skoumal, (2:41)
21. Trychtýře, Emanuel Frynta, (2:32)
22. Pečivo, Emanuel Frynta, (3:06)
23. Lev, Emanuel Frynta, (2:26)
24. Otázky, Emanuel Frynta, (2:18)

Nahráno ve studiu Gorila a R+R v lednu-červnu 1995, vydal Bonton Music a.s. 1995.